# Isla de las Gallinas
Isla de las Gallinas también llamada Isla de Gallinas o simplemente Gallinas (en portugués: Ilha das Galinhas; Ilha de Galinhas; Galinhas) es una isla perteneciente al archipiélago de  Bissagos en el Océano Atlántico, que pertenece al país africano de Guinea-Bissau.
La capital del país, Bissau se encuentra a unos 60 km al noreste. La isla de 50 kilómetros cuadrados cuenta con una población de 1.500 personas. Los asentamientos incluyen a Ambancana, Ametite, Acampamento, así como Ancano y Anchorupe. 
Lugares de interés en la isla incluyen la antigua prisión portuguesa y la casa del gobernador. Durante la guerra de la independencia fue lugar de encierro de guerrilleros guineanos, viviendo en condiciones muy duras por la falta de medios y el palidismo endémico.
Desde de Bissau hay línea de navegación a Bubaque.